# Wilhelm Bernhard von Linstow
Wilhelm Bernhard von Linstow (født 16. marts 1776 i Kiel, død 16. september 1847 i København) var en dansk overførster, bror til August von Linstow og Hans von Linstow og far til Hartwig von Linstow.
Han var søn af Christoph Hartwig von Linstow og var 1805-19 overførster i Nordsjælland, senere jægermester i Lauenburg fra 1819 til sin død. Han var kammerherre.
I 1808 ægtede han Dorothea Margarethe Astrup (født 1. juli 1780 i København, død 2. maj 1832 i Ratzeburg), datter af generalkrigskommissær Haagen Christian Astrup og Anne Marie født Falck.
Der findes et litografi af ham af ubekendt kunstner i Dansk Jagt- og Skovbrugsmuseum.